# Не спати (фільм, 2021)
«Не спати» (англ. Awake) — американський науково-фантастичний трилер, режисера Марка Расо, сценарій він написав разом з Джозефом Расо та Грегорі Пуар'є. У головних ролях залучені Джина Родрігес, Дженніфер Джейсон Лі, Баррі Пеппер. Прем'єра фільму відбулася на Netflix 9 червня 2021 року.

## Сюжет
Після того, як світовий катаклізм знищив усю електроніку і позбавив людей можливості спати, Джилл, колишня військова, разом зі своєю дочкою шукає рішення глобальної проблеми.

## У ролях
- Джина Родрігес — Джилл, мати Матильди
- Аріана Грінблатт — Матильда, дочка Джилл
- Люціус Ойос — Ноа
- Шам'єр Андерсон — Додж
- Баррі Пеппер — Пастор
- Дженніфер Джейсон Лі — Мерфі
- Фінн Джонс — Браян
- Гіл Беллоуз — Катц
- Френсіс Фішер — Доріс

## Український дубляж
- Катерина Качан — Джилл
- Ксенія Лук'яненко — Матильда
- Андрій Соболєв — Ноа
- Дмитро Гаврилов — Додж
- Андрій Мостренко — Пастор
- Світлана Шекера — Мерфі
- В'ячеслав Скорик — Браян
- Андрій Твердак — Катц
- Ірина Дорошенко — Доріс
- Петро Сова — Джим
- Олександр Солодкий — Ґреґ
- А також: Євген Пашин, Людмила Петриченко, Дмитро Сова, Володимир Терещук, Людмила Суслова, Катерина Башкіна-Зленко, Дмитро Тварковський, Роман Солошенко, Володимир Канівець, Сергій Гутько, Марія Кокшайкіна

Фільм дубльовано студією «Postmodern» на замовлення компанії «Netflix» у 2021 році.
- Перекладач — Катерина Щепковська
- Режисер дубляжу — Людмила Петриченко
- Звукорежисер — Андрій Славинський
- Звукорежисер перезапису — Олександр Мостовенко
- Менеджер проєкту — Юлія Кузьменко

## Виробництво
У травні 2019 року стало відомо, що Джина Родрігес приєдналася до акторського складу фільму, а Марк Расо поставить фільм за сценарієм, написаним спільно з Джозефом Расо і Грегорі Пуар'є, а поширенням фільму займеться Netflix. У серпні 2019 року до акторського складу фільму приєдналися Дженніфер Джейсон Лі, Баррі Пеппер, Фінн Джонс, Шем'єр Андерсон, Аріана Грінблатт, Френсіс Фішер, Луціус Гойос і Гіл Беллоуз.
Зйомки почалися в серпні 2019 року.